# Mission Trails Regional Park
Der Mission Trails Regional Park ist ein Stadtpark in San Diego, Kalifornien. Der ungefähr 24 km² große Park liegt nordöstlich der Innenstadt San Diegos.

## Lage und Geografie
Der Park liegt ungefähr 13 Kilometer nordöstlich der Downtown von San Diego. Er umfasst eine Fläche von 5800 Acre (~23,47 km²) und ist damit der größte Stadtpark Kaliforniens, sowie westlich des Mississippi. Durch den Park verlaufen ungefähr 65 Kilometer Wanderwege.
Die Geografie des Parks ist geprägt von Hügeln, Tälern und offenen Wiesen. Die höchste Erhebung des Parks und der Stadt San Diego ist der Cowles Mountain mit 485,55 Metern. Innerhalb des Parks liegt auch der Stausee Lake Murray. Zudem fließt der San Diego River durch den Park.

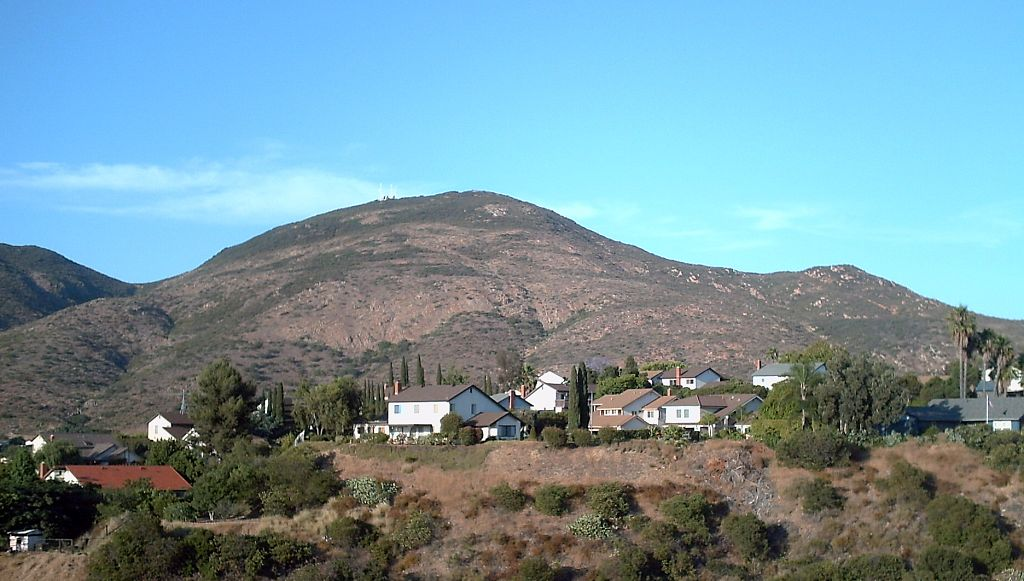
Blick auf den Cowles Mountain

Der Park wird in fünf Regionen unterteilt. Diese lauten West Fortuna, East Fortuna, Mission Gorge, Cowles Mountain und Lake Murray.

## Flora und Fauna
Die Vegetation des Parks besteht überwiegend aus Chaparral, Uferzonen und Graslandschaften. Im Park wachsen unter anderem Rosengewächse, Flieder, Eiche, Vogelbeeren sowie Mahagonigewächse. Des Weiteren findet man den kalifornischen Beifuß, schwarzen Salbei, Sumachgewächse (z. B. Rhus), Chaparralginster sowie kalifornische Sonnenblumen. In den flacheren Lagen wächst außerdem Buchweizen.
Im Park leben unter anderem Eidechsen und weitere Kleintiere, die sich häufig in Salbeibüschen vor der Hitze und Raubtieren verstecken. Außerdem leben viele verschiedene Vogelarten im Park, genauso wie zahlreiche Insekten. Zu den größeren Säugetieren zählen Maultierhirsche, Pumas, Kojoten und Graufüchse. Darüber hinaus ist der Park auch Lebensraum für Schlangen, wie zum Beispiel die Mojave-Klapperschlange.

## Geschichte
Der Mission Trails Regional Park wurde im Jahr 1974 gegründet.
Bereits in den 1960er Jahren wurden die ersten Schritte zur Gründung Parks eingeleitet, da in dem Bereich damals viele Neubaugebiete entstanden, wollte die Stadt San Diego einen Stadtpark errichten. Im Jahr 1979 erhielt der Park seinen heutigen Namen. In den 1980er wurde die Parkfläche erweitert und Wanderwege sowie Brücken errichtet. Im Jahr 1989 wurde der erste Park Ranger eingestellt. 1995 wurde das 5,5 Millionen US-$ teure Besucherzentrum eingeweiht.
Bereits vor 10.000 Jahren lebten Menschen im Bereich des heutigen Parks, so das bereits mehr als 30 archäologische Fundstellen untersucht wurden; darunter Wohnorte und spirituelle Bereiche. Die ersten Einwohner dieses Bereichs waren die Kumeyaay, welche Kleinwildjäger und Sammler waren. Sie lebten bis zum Beginn des 20. Jahrhunderts in diesem Gebiet.
Nach Ankunft der Spanier und der Gründung der Mission San Diego wurde im heutigen Gebiet des Parks der Old Mission Dam aus Zement und Grundgestein gebaut, der zur Wasserversorgung der Mission diente. Der Damm wurde 1815 fertiggestellt.

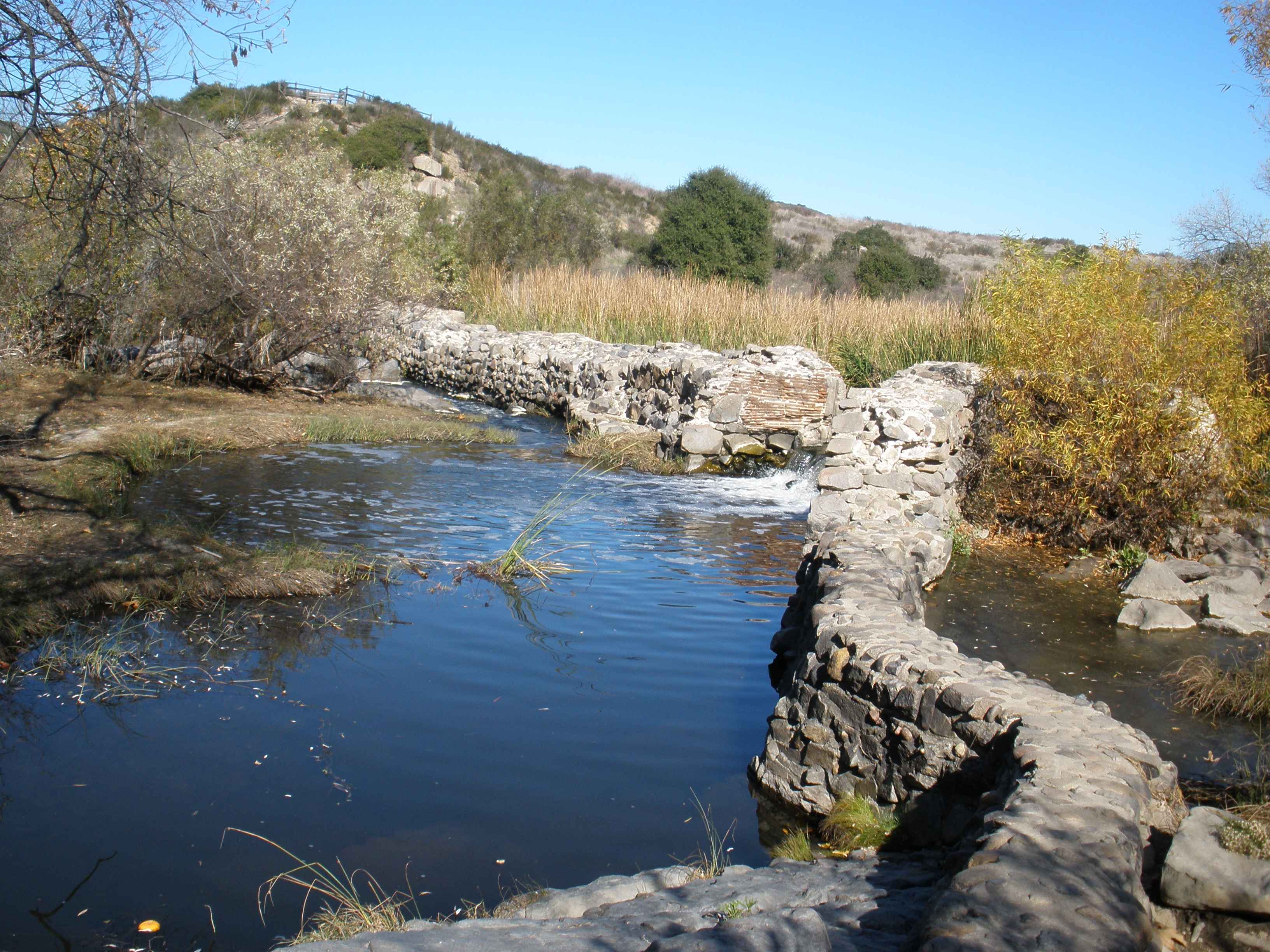
Old Mission Dam im Park

Nach der Besiedlung des Westens der USA waren auf dem Gebiet mehrere Farmen, die unter anderem Obst, Oliven, Wein, Getreide sowie Kartoffeln anbauten.
Während des 1. Weltkrieges bis zum Koreakrieg befand sich auf einem Teilgebiet des Parks ein Übungsplatz des US-Militärs.